# Bartramia muhlenbergii
Bartramia muhlenbergii là một loài rêu trong họ Bartramiaceae. Loài này được Schwägr. mô tả khoa học đầu tiên năm 1816.